# 豊川市立八南小学校
豊川市立八南小学校（とよかわしりつ はちなんしょうがっこう）は、愛知県豊川市野口町豊角にある公立小学校。

## 概要
八南小学校は、1872年（明治5年）に創立され、全国的に見ても、学制発布とともにごく最初期に設立された小学校のうちの一つである。所在地は豊川市の中心部よりやや北西側にあり、比較的至近に豊川市立中部中学校、豊川市立八南保育園がある。校区は、豊川市の中心地である諏訪地区と名鉄名古屋本線・豊川線の特急停車駅がある国府（こう）地区に挟まれた地域を占めているほか、周辺に大規模な工業団地が次々と開発されたなどの理由から、1970年代頃から宅地化が進んできた地域ではあるものの、現在でも所在地周辺や校区の北東部では水田が広がる牧歌的な風景を見ることができる。また、学校の西側に三河国分寺・三河国分尼寺跡などの史跡が所在しているほか、長篠の戦いの英雄として有名な鳥居強右衛門勝商の出身地であるなど、児童が豊かな自然や様々な歴史に身近に触れることのできる環境に立地している。

## 教育目標
たくましく、考え深く、思いやりのある子どもを育てる

## 沿革
- 1872年 - 学制発布とともに市田村松永寺境内に「育英館」として発足
- 1874年 - 穂原学校と改称
- 1876年 - 市田学校と改称
- 1877年 - 市田学校より八幡学校が分立。三河国分寺内に設置
- 1886年 - 平尾学校の分校となる
- 1892年 - 平尾学校から分離し平幡村立八幡尋常小学校と改称
- 1904年 - 市田尋常高等小学校と改称
- 1907年 - 八幡南部尋常高等小学校と改称
- 1930年 - 高等科を廃し八幡南部尋常小学校と改称
- 1941年 - 八幡村南部国民学校と改称
- 1943年 - 豊川市立八南国民学校と改称
- 1945年 - 敷地の一部が校区内にあった豊川海軍工廠が大規模な空襲（豊川空襲）を受けたことにより、動員中の高等科の生徒3名、教師1名、帰宅中の児童22名が犠牲になる
- 1945年 - 岡崎市の愛知第二師範学校が空襲により校舎を焼失、近隣の野口町新屋敷地内に仮校舎を設置したのを機に、本校が愛知第二師範学校の代用附属小学校となる
- 1947年 - 学制改革により豊川市立八南小学校と改称
- 1947年 - 市田町の東部・南部地区（現在の諏訪の一部・諏訪西町など）を、新設の中部小学校校区に移す。また、これらの移行された地区のうち西側の区域の多くはさらに、1975年に新設された代田小学校校区に移行している。
- 1947年 - 学校給食開始
- 1947年 - 占領軍東海北陸地方軍政部・愛知軍政部によりトライアウトスクールに認定、これを受託する。
- 1952年 - 八幡町の西部地区（上宿など）を国府小学校校区に移す。
- 1954年 - 学校文集「土の子」第一号発行
- 1959年 - 校歌制定。それ以前は「鳥居強右衛門勝商の歌」を校歌代わりにしていた。「鳥居強右衛門勝商の歌」は校歌とあわせてその後も歌い継がれていく
- 1970年 - 初の鉄筋校舎（北棟西側）が完成
- 1974年 - 南棟が完成
- 1978年 - プール・体育館が完成（プールは講堂を解体して建設。講堂の代わりとなる形で敷地北東部に体育館が建設された）
- 1981年 - 北棟（北棟西側）に併設して新北棟（北棟東側）完成。ごく一部を残して大半の木造校舎を解体（一部保存されていた木造校舎も後に解体）
- 2015年 - 南棟に隣接して増築棟が完成。また北棟西側、南棟のリニューアルも実施[2]

## 通学区域
- 市田町

※ ただし、次の地番を除く
河尻（市道上宿樽井（その1）線以南）・財木・財木屋・新道下（市道代田八幡線以南）
- 野口町

※ ただし、次の地番を除く
道下（市道代田八幡線以南）
- 穂ノ原三丁目（市道穂ノ原南千両線以西）
- 八幡町

※ ただし、次の地番を除く
下六光寺・上六光寺・大宝山・寺前・西六光寺・黒仏・上宿・大池・鐘鋳場（12番地の9）

## 校区内に所在する主な施設
- 赤塚山公園
  - ぎょぎょランド
  - アニアニまある
- 名古屋大学太陽地球環境研究所豊川分室（2006年3月1日までは研究所本部が所在）
- 豊川市民病院
- 名鉄豊川線 八幡駅
- 豊川市武道館
- 三河国分尼寺跡史跡公園
  - 三河天平の里資料館
- 三河国分寺跡

## 交通アクセス
- 名鉄豊川線 八幡駅より徒歩約20分
- 名鉄豊川線 諏訪町駅（豊川体育館前バス停）から豊川市コミュニティバスゆうあいの里小坂井線（ゆうあいの里行き）で約15分、市田停留所下車、徒歩約5分